# Mikołaj (Chadzinikolau)
Mikołaj, imię świeckie Nikolaos Chadzinikolau (ur. 13 kwietnia 1954 w Salonikach) – grecki biskup prawosławny.

## Życiorys

### Studia i praca naukowa
Ukończył studia w zakresie fizyki na Uniwersytecie Arystotelesa w Salonikach. Studia kontynuował w Stanach Zjednoczonych, na Uniwersytecie Harvarda, w zakresie astrofizyki. W Massachusetts Institute of Technology ukończył studia inżynieryjne, specjalizując się w mechanice płynów. Pracę doktorską obronił w dziedzinie inżynierii biomedycznej, poświęcił ją nieinwazyjnej metodzie diagnozowania patologii zastawek przy pomocy analizy akustycznej. Pracował w laboratorium angiologicznym New England Deaconess Hospital w Bostonie, na oddziale intensywnej terapii w szpitalu pediatrycznym w Bostonie oraz w klinice anestezjologicznej Massachusetts General Hospital. Był doradcą NASA.
W czasie pracy naukowej w Bostonie podjął również studia teologiczne. Ukończył seminarium duchowne Świętego Krzyża w tym samym mieście, a następnie obronił doktorat z teologii na Uniwersytecie w Salonikach, specjalizując się w bioetyce (pisał o teologicznych aspektach transplantologii).

### Służba duszpasterska
W 1989 zrezygnował z pracy naukowej w Stanach Zjednoczonych, złożył wieczyste śluby mnisze i przyjął święcenia kapłańskie w monasterze Stomiu Komitsis, przed metropolitą Drinopoleos, Pogoniany i Konitsy Sebastianem. Tam sam hierarcha udzielił mu święceń diakońskich 19 marca 1989, zaś 10 września tego samego roku – święceń kapłańskich. W latach 1994–2000 żył w klasztorze Simonopetra na Athosie. W athoskiej kafizmie św. Jana Teologa złożył śluby mnisze wielkiej schimy.
Jako duchowny nadal zajmował się bioetyką, organizując konferencje i seminaria oraz występując z publicznymi wykładami. Od 2000 do 2004 służył w monasterze Wniebowstąpienia Pańskiego w Atenach, filii klasztoru Simonopetra na Athosie.
W 2004 wyświęcony na metropolitę Mesogei i Lawreotiki.
Jego książka „Tam, gdzie nie widać Boga”, została w 2014 przetłumaczona na język polski przez mniszkę Elżbietę (Niczyporuk).